# Adolfo Ábalos

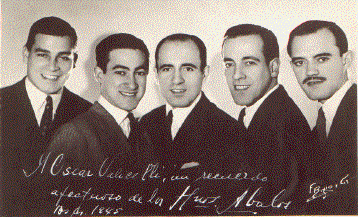
Los Hermanos Ábalos.

Adolfo Armando Ábalos (Buenos Aires, 14 de agosto de 1914-Mar del Plata, 12 de mayo de 2008), fue un pianista y compositor folklórico argentino, figura fundamental en lo que a interpretación pianística del folklore argentino se refiere. Era multinstrumentista y sus composiciones ya son verdaderos clásicos de la música argentina y forman parte del repertorio obligado de los artistas de más renombre en Argentina.
Fue un artista con una trayectoria muy extensa como solista, siendo el creador, el compositor y el director musical del grupo Los Hermanos Ábalos, que formó con sus hermanos a quienes les enseñó a ejecutar los instrumentos que tocaban como el bombo, la caja, la guitarra, el charango, la quena y el piano. Es autor y armonizó al estilo popular el repertorio musical de Nuestras danzas, uno de los libros fundamentales del género.
La mayoría de sus composiciones, que ya eran numerosas antes de crear el grupo Los Hermanos Abalos allá por el año 1939, se registraron en la institución Sadaic (Sociedad Argentina de Autores y Compositores) a nombre de los cinco Hermanos Abalos. Adolfo, con una inmensa generosidad hacia sus hermanos, registra sus temas primero a nombre de él y de Machingo (con quien se presentaba a dúo de pianos en Buenos Aires en el año 1938 cuando sus otros tres hermanos todavía eran chicos y estaban en Santiago del Estero) y cuando se incorporan los demás hermanos, Roberto, Vitillo y Machaco; registran sus temas a nombre de todo el grupo.

## Biografía

### Inicios
Nació en la misma manzana donde nacieron el pianista de jazz Enrique "Mono" Villegas (1913-1986) y el bandoneonista de tango Aníbal Troilo (1914-1975).
Pertenecía a una familia acomodada de Santiago del Estero.
Cuando tenía un año de edad, sus padres regresaron a su provincia natal, Santiago del Estero.
Su padre fue el primer odontólogo de toda la provincia.
En la ciudad de San Miguel de Tucumán recibió su título de farmacéutico.
A los 23 años (en 1938) Ábalos viajó a la Capital Federal, para estudiar bioquímica en la Universidad de Buenos Aires, pero dedicó todo su tiempo a la música.

### Los Hermanos Ábalos
“En orden de cigüeña” (como se presentaban humorísticamente) los cinco hermanos Ábalos eran:
- Machingo (Napoleón Benjamín),
- Adolfo
- Roberto Wilson (exmaestro de escuela),
- Vitillo (Víctor Manuel) y
- Machaco (Marcelo Raúl).

Primero, en 1938, Adolfo hizo un dúo con su hermano mayor Machingo.

Todo empezó por Gardel. No nos gustó cómo cantaba un gato. Nos pareció que no llevaba ni el ritmo ni la melodía del verdadero gato, y pensamos que sería bueno hacerlo conocer a los porteños.
Adolfo Ábalos

Tocaban en bares chacareras, zambas y gatos en piano. Fue uno de los pioneros en introducir el piano en el folclore.
Por casualidad, un productor de Radio El Mundo los vio tocar, y poco tiempo después los contrató.
En los dos años siguientes llegaron los dos hermanos menores Vitillo y Machaco para estudiar carreras profesionales no musicales.
Cuatro años más tarde llegó a Buenos Aires el hermano del medio, Roberto Wilson.
De esa manera se formó el grupo Los Hermanos Ábalos (todos universitarios), para quienes Adolfo compuso varias de las principales canciones del repertorio: 
- Agitando pañuelos
- Chacarera del rancho
- Nostalgias santiagueñas (transformada en clásico del cancionero).
- Carnavalito quebradeño
- Zamba de los yuyos
- El gatito de Chaikovsky y
- Casas más casas menos.

En esos años también escribió tangos (que él llama “tangos famosos que no conoce nadie”).

### Trayectoria
En Buenos Aires, 
en el subsuelo de la confitería Versailles (en calle Santa Fe esquina Paraná), abrieron la mítica peña Achalay Huasi, donde hacían verdadera docencia de “arte nativo”, tanto en la música como en la danza.
Por entonces, el folklore no se había popularizado en Buenos Aires (de la mano de la inmigración del interior) y lo telúrico no era masivo sino más bien elitista.

Las primeras veces que tocamos en Buenos Aires la gente se preguntaba de qué norte veníamos. Si de Salta, de Bolivia... o de EE UU.
Adolfo Ábalos

Los provincianos que lo cultivaban —en peñas como El Cardón y Mi Rancho— eran (como Los Hermanos Ábalos entonces), universitarios, de clase media acomodada.
Los Ábalos encabezaron la avanzada folklórica de los años cuarenta sobre Buenos Aires y su peña porteña fue una de las principales sedes de aquel movimiento.
Recorrieron el mundo varias veces, y se convirtieron en uno de los grupos folclóricos más famosos de Argentina. En su disco hacen una humorada: 

—¿Y qué tal esas Europas? ¿Y esas Nuevas Yorkes? 

—Y, mirá, casas más, casas menos, igualito a mi Santiago.
En 1972 realizó el espectáculo “El piano en sus tres dimensiones”, que compartía con el pianista de jazz Enrique "Mono" Villegas (que casualmente nació en su misma manzana porteña), y el pianista de tango Horacio Salgán. En el espectáculo participó también el entonces joven folclorista Raúl Carnota.
Los Ábalos continuaron funcionando como grupo hasta la enfermedad de tres de sus integrantes: Machingo (el mayor), Roberto (el del medio) y Machaco (el menor, fallecido el 7 de abril —Día de la Zamba— de 2000).
Estuvieron postrados largo tiempo y finalmente fallecieron.

Los cinco hermanos Ábalos somos una mano, el resultado de los cinco dedos: todos diferentes, todos necesarios.
Adolfo Ábalos

Tuvo dos hijos de su primer matrimonio: Adolfo y María Beatriz, que residen en EE. UU. y le dieron dos nietos y una bisnieta.
Estaba casado en segundas nupcias con la bailarina folclórica Nancy Gordillo y tuvo cuatro hijos más con ella:
- Nancy María (cantante, percusionista, bailarina y compositora porteña; demuestra las danzas en las actuaciones que realizaba Ábalos en sus últimos tiempos),
- Marina María (pianista, toca la chacarera Santiago del Estero en el disco solista de Ábalos, también fue durante muchos años pianista de la agrupación que encabezaba Peteco Carabajal).
- Amílcar Adolfo (percusionista, bajista y guitarrista, intérprete y compositor, posee una importante carrera como músico solista y acompañando personalidades destacadas y virtuosas de la música argentina e internacional, entre ellos a su propio padre)
- Giselle María (cantora y percusionista)

También tiene nietos y nietas en Argentina.

### Homenajes
En 2005, Adolfo Ábalos recibió el Diploma al Mérito de la fundación Konex como “solista masculino de folclore”.
Recientemente, había sido nombrado “Ciudadano ilustre de la ciudad de Mar del Plata”.
Su primer trabajo discográfico solista, El piano de Adolfo Ábalos (2000), fue distinguido con el Premio Trimarg 2000 de la Unesco.
En sus últimos años, padecio la enfermedad de Alzheimer, en una de sus últimas entrevistas, dijo:

Yo, por sobre todo, soy músico. Soy músico ecléctico y disfruto de tocar y componer. Además de piezas folklóricas, también he compuesto bossa nova, jazz y música clásica, y cerca de 20 tangos con música y letra. Claro, son los más famosos tangos desconocidos de la historia».

## Discografía

### Con Los Hermanos Ábalos
En 1952 editó dos discos con el sello discográfico RCA. Cada tema —salvo alguna repetición de los ritmos folclóricos más populares como la chacarera o la zamba— representa una forma musical diferente.

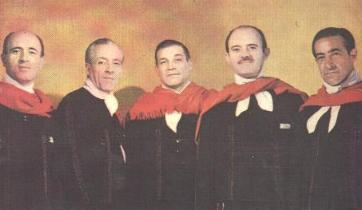
Adolfo Ábalos (primero a la izquierda) junto a sus hermanos, integrantes del grupo musical Los Hermanos Ábalos.

Estos dos álbumes, editados por la Editorial Lagos, son consideradas una tesis en sí misma de lo que es la interpretación folclórica argentina en el piano, además de que describen exactamente la interpretación que al piano hacía Adolfo Ábalos de las piezas tocadas con su conjunto o en forma solista, tanto en grabaciones como en vivo.
Integran estos dos volúmenes los géneros folclóricos más populares como el gato, la chacarera en todas sus variantes o la zamba, aparte de otros prácticamente dejados de lado por los grupos folclóricos actuales, como el palito, la zamba alegre, o el pala pala.
La dedicatoria reza: “A nuestros padres, que nos enseñaron a querer las tradiciones santiagueñas. A Santiago del Estero, que nos enseñó a querer las tradiciones argentinas”.

#### “Nuestras danzas (vol. 1)”
1. El alero
2. La juguetona
3. Nostalgias santiagueñas
4. El escondido
5. La condición
6. La firmeza
7. El palito
8. El cuándo
9. El pajarito
10. Carnavalito quebradeño
11. Agitando pañuelos
12. Chacarera del rancho
13. Minuet federal (de autor anónimo)
14. El pala pala
15. Alhajita
16. El remedio
17. La lorencita
18. La zamba alegre
19. Los amores
20. La cordillerana
21. Malambo santiagueño
22. La mariquita
23. La arunguita
24. Mi bien
25. La de Machaco (compuesta por Marcelo Machaco Ábalos, hermano menor del pianista)
26. El gatito de Tchaikovsky
27. El utulita

#### “Nuestras danzas (vol. 2)”
1. La chacarera doble
2. El costeño
3. La media caña
4. El prado
5. El sombrerito
6. La huella
7. El ecuador
8. El marote
9. El gato correntino
10. Cambacuá (de Osvaldo Sosa Cordero)
11. Zamba ’e ñaupa
12. La 46
13. La amorosa
14. Chacarera del miski-mayo
15. Alegrate Cafayate
16. El mulato (de Andrés Chazarreta)
17. En este barrio, señores (de los Hermanos Agüero)
18. Yo también me iré (autor anónimo)
19. La campechana
20. Chacarera del cachi-mayo
21. Santiago manta (gato)
22. De lejos parece un humo
23. Pisando fuerte
24. Cafayate  (de Artidorio Cresceri)
25. Soñando imposibles
26. El mistolero (de Manuel Gómez Carrillo)
27. Bailecito arribeño
28. Todos los domingos (de Los Hermanos Ábalos y S. Gennero)
29. Siete de abril (tradicional santiagueño); este es el Día de la Zamba

### Como solista
"Los Bailes Tradicionales de Argentina" (1958, Folkways Records)
1. La Nana (Zamba)
2. El Escondido
3. El Cuando
4. El Palito
5. La Chacarera Doble
6. El Costeño (Gato de Dos Giros)
7. El Triunfo
8. Pala Pala
9. La Lorencita
10. El Remedio
11. Gato Correntino'
12. La Firmeza
13. Malambos
14. Cueca

#### “El piano de Adolfo Ábalos” (2000,EPSA Music)
1. Saludo musical de Los Hermanos Ábalos
2. Nostalgias santiagueñas
3. Chacarera coplera
4. De pago en pago voy
5. Zamba de la lejanía
6. Chacarera de Ishiku
7. Por el río Uruguay
8. Esa mocita churita
9. Agitando pañuelos
10. Copla para la más vieja de las truncas
11. En pleno Nueva York (tango, 1957, letra y música de su autoría)
12. De los angelitos
13. Por el río Paraná
14. Pebeta linda, yo te quiero
15. Zamba de mi pago
16. Despedida musical de los Hermanos Ábalos
17. Santiago del Estero (junto a su hija Marina Ábalos Gordillo, también al piano).

#### Argentina: Música del Noroeste (2000, Iris Music/Michel Plisson)
1. La vieja
2. La humilde
3. El Pintao
4. Juntito al fogón
5. Copla para la más vieja
6. Zamba de la lejanía
7. Me dicen la carbonera (voz y piano)
8. Chacarera del campo
9. Chacarera coplera
10. Nostalgias santiagueñas
11. La de los angelitos
12. Zamba de mi pago
13. Carnavalito quebradeño
14. Agitando pañuelos
15. Me dicen la carbonera (piano solo)
16. De pago en pago
17. La baguala
18. Gatito de Tchaikovsky
19. La juguetona
20. Mudanzas de malambo (zapateo)
21. Coplas para la más vieja (coro a 6 voces) (sexteto a capela "Ábalos Gordillo": Adolfo Ábalos, Nancy Gordillo, Marina, Amilcar, Nancy, Gisele Ábalos Gordillo)
22. La vieja (piano a 6 manos) (Nancy, Marina y Amilcar Ábalos: piano, Adolfo Ábalos: bombo, M. Plisson: guitarra)

Su tercer trabajo discográfico solista ya estaba preparado y se estimaba su grabación durante el año 2008.

## Filmografía
Participó en los siguientes filmes argentinos:
- Sinfonía argentina (1942), con el grupo Los Hermanos Ábalos
- El canto cuenta su historia (1976), como intérprete de piano.
- La guerra gaucha (1942), hizo la música original de toda la película.
- Madre Alegría (1950), algunos temas musicales son de su autoría.